# Elecciones municipales de Guatemala de 1988
El domingo 24 de abril de 1988 se llevaron a cabo las elecciones municiaples en solo 272 Municipios de Guatemala para elegir 272 alcaldes y corporaciones municipales.

## Antecedentes

### Elecciones de1985
El Tribunal Supremo Electoral convocó a elecciones en 1985 en 330 municipios, para elegir alcaldes y corporaciones municipales, aunque en 3 municipios no hubo elecciones y  el martes 15 de diciembre de 1987 se convocó a otra elección para 272 municipios con fecha del domingo 24 de abril de 1988.

#### Doble empate en San Lucas Sacatepéquez
Aunque en San Lucas Sacatepéquez hubo doble empate entre 2 planillas la Democracia Cristiana Guatemalteca que obtuvo 287 votos y la coalición del Comité Cívico Frente Cívico San Luqueño con el partido Central Auténtica Nacionalista que obtuvo la misma cantidad de votos por lo que el miércoles 1 de junio de 1988 se declaró la nulidez de la misma y se convocó a una segunda elección con los mismos candidatos de siempre con fecha del domingo 19 de junio del mismo año.

##### Toma de posesión de los alcaldes
Finalmente los 272 alcaldes electos tomaron posesión de sus cargos 30 días después de las elecciones el 15 de julio de 1988 .

## Postulaciones y Resultados electorales
Participaron 13 partidos políticos, 819 coaliciones electorales y 46 comités civícos electorales. La Democracia Cristiana Guatemalteca obtuvo una gran mayoría de 140 alcaldías en solitario de 272.
| Partidos y alianzas | Partidos y alianzas | Partidos y alianzas                         | Candidatos | Alcaldes electos |
| ------------------- | ------------------- | ------------------------------------------- | ---------- | ---------------- |
|                     |                     | Democracia Cristiana Guatemalteca           | 272/272    | 141/272          |
|                     |                     | Partidos coaligados                         | 819/819    | 33/272           |
|                     |                     | Unión del Centro Nacional                   | 261/272    | 56/271           |
|                     |                     | Movimiento de Liberación Nacional           | 190/272    | 12/272           |
|                     |                     | Comités Cívicos Electorales                 | 46/272     | 12/272           |
|                     |                     | Partido Revolucionario                      | 162/272    | 9/272            |
|                     |                     | Partido Democrático de Cooperación Nacional | 62/272     | 3/272            |
|                     |                     | Movimiento de Acción Solidaria              | 195/272    | 2/272            |
|                     |                     | Central Auténtica Nacionalista              | 111/272    | 2/272            |
|                     |                     | Partido Socialista Democrático              | 57/272     | 1/272            |
|                     |                     | Partido Institucional Democrático           | 121/272    | 1/272            |
|                     |                     | Partido Nacional Renovador                  | 116/272    | 0/272            |
|                     |                     | Movimiento Emergente de Concordia           | 105/272    | 0/272            |
|                     |                     | Unidad Nacional Organizada                  | 12/272     | 0/272            |
|                     |                     | Frente de Unidad Nacional                   | 93/272     | 0/272            |
| Total               | Total               | Total                                       | 1802/1802  | 272/272          |